# Жёсткая сила
Жёсткая си́ла (англ. hard power) — форма политической власти, связанная с применением военного и/или экономического принуждения для коррекции поведения или интересов других политических сил. 
Согласно названию, эта форма политической власти часто является агрессивной и наиболее эффективна, когда объект власти имеет меньшую военную или экономическую силу.
Термин «жёсткая сила» используется в описании международных отношений. Обычно противопоставляется термину «мягкая сила», которая подразумевает добровольное подчинение субъекта власти и основывается на культурных и политических ценностях.
Термин стал широко использоваться после того, как Джозеф Най ввёл в рассмотрение термин «мягкая сила», как форму власти суверенного государства в международной политике.
Военная сила предполагает использование принудительной дипломатии (Coercive Diplomacy), войны или угрозы с целью принуждения, устрашения и защиты. Экономическая сила предполагает оказание помощи, взятки и экономические санкции.
Термин «жёсткая сила» может также использоваться для описания переговорного процесса, в котором используются давление и угрозы в качестве рычага.